# Blur: The Best Of
Blur: The Best Of es un álbum recopilatorio de grandes éxitos de la banda inglesa de britpop Blur, lanzado por primera vez a finales de 2000 y es el último álbum de Blur de Food Records. Fue lanzado en CD, cinta de casete, MiniDisc, doble disco de vinilo de 12", DVD y VHS. El álbum en CD incluye 17 de los 23 sencillos de Blur de 1990 a 2000, además de «This Is a Low» que no es sencillo. Una edición especial de la versión en CD incluía un CD en vivo. La versión en DVD y VHS contiene los videos de los primeros 22 sencillos de Blur. El álbum, que ha tenido ventas duraderas, alcanzó el número 3 en el Reino Unido natal de la banda en el otoño de 2000, mientras que hizo mella en las listas de EE. UU. en el número 186. La portada es del artista Julian Opie. La pintura de este álbum de Blur se puede encontrar en la National Portrait Gallery de Londres, Inglaterra.
El álbum recibió una respuesta crítica positiva. De las reseñas recopiladas de publicaciones destacadas por el popular sitio web de recopilación de reseñas Metacritic, el álbum tiene un índice de aprobación general del 88%.
En la lista que finaliza el 7 de marzo de 2009, Music Week informó que el álbum superó las ventas de un millón de unidades en el Reino Unido.
Un título propuesto para el álbum fue «Mejor Álbum Blur del Mundo», en referencia a la serie de álbumes recopilatorios The Best ... Album in the World ... Ever! (que a menudo contenía canciones de Blur).

## Lista de canciones

### CD 1
Todas las canciones fueron escritas por Damon Albarn, Graham Coxon, Alex James y Dave Rowntree.

| N.º | Título                                                   | Álbum                        | Duración |  |
| 1.  | «Beetlebum»                                              | Blur, 1997                   | 5:05     |  |
| 2.  | «Song 2»                                                 | Blur                         | 2:02     |  |
| 3.  | «There's No Other Way» (Versión editada)                 | Leisure, 1991                | 3:14     |  |
| 4.  | «The Universal»                                          | The Great Escape, 1995       | 4:00     |  |
| 5.  | «Coffee & TV»                                            | 13, 1999                     | 5:18     |  |
| 6.  | «Parklife»                                               | Parklife, 1994               | 3:07     |  |
| 7.  | «End of a Century»                                       | Parklife                     | 2:47     |  |
| 8.  | «No Distance Left to Run»                                | 13                           | 3:26     |  |
| 9.  | «Tender»                                                 | 13                           | 7:41     |  |
| 10. | «Girls & Boys» (Single Edit)                             | Parklife                     | 4:18     |  |
| 11. | «Charmless Man»                                          | The Great Escape             | 3:33     |  |
| 12. | «She's So High» (Versión editada)                        | Leisure                      | 3:49     |  |
| 13. | «Country House»                                          | The Great Escape             | 3:57     |  |
| 14. | «To the End» (Versión editada)                           | Parklife                     | 3:51     |  |
| 15. | «On Your Own»                                            | Blur                         | 4:27     |  |
| 16. | «This Is a Low»                                          | Parklife                     | 5:02     |  |
| 17. | «For Tomorrow» (Visit to Primrose Hill extended version) | Modern Life Is Rubbish, 1993 | 6:02     |  |
| 18. | «Music Is My Radar»                                      | —                            | 5:29     |  |

### CD 2 (Edición limitada)
Grabado en vivo en el Wembley Arena el 11 de diciembre de 1999.
1. «She's So High» – 5:24
2. «Girls & Boys» – 4:21
3. «To the End» – 4:08
4. «End of a Century» – 3:00
5. «Stereotypes» – 3:27
6. «Charmless Man» – 3:31
7. «Beetlebum» – 6:09
8. «M.O.R.» – 3:09
9. «Tender» – 6:20
10. «No Distance Left to Run» – 5:20

Fuente: Discogs.

### Edición VHS/DVD
1. «She's So High»
2. «There's No Other Way»
3. «Bang»
4. «Popscene»
5. «For Tomorrow»
6. «Chemical World»
7. «Sunday Sunday»
8. «Girls & Boys»
9. «Parklife»
10. «To the End»
11. «End of a Century»
12. «Country House»
13. «The Universal»
14. «Stereotypes»
15. «Charmless Man»
16. «Beetlebum»
17. «Song 2»
18. «On Your Own»
19. «M.O.R.»
20. «Tender»
21. «Coffee & TV»
22. «No Distance Left to Run»

Fuente: IMDb
Tanto los CDs como el DVD se lanzaron juntos como una caja en los Estados Unidos en noviembre de 2007, pero esta versión ya no se distribuyó.

## Personal
Blur
- Damon Albarn -  voz principal,  teclados, sintetizadores, guitarra acústica, coros en «Coffee & TV» y «Tender», xilófono en «To the End»
- Graham Coxon - eléctrica y guitarras acústicas, coros, voz principal en «Coffee & TV» y partes de «Tender», clarinete en «End of a Century» y «To the End»
- Alex James - bajo, coros
- Dave Rowntree - batería,  percusión, coros, caja de ritmos en «On Your Own»

Personal adicional
- Blur -  producción
- Jack Clark - mezcla
- Al Clay - mezcla
- Jason Cox -  ingeniería
- Tom Girling - asistente de producción
- Stephen Hague - productor, ingeniero
- Ben Hillier - productor, mezcla
- Jeff Knowler - ingeniero asistente
- Damian LeGassick - programación
- Steve Lovell - productor
- Gerard Navarro - ingeniero asistente
- William Orbit - productor, ingeniero
- Jeremy Plumb - dirección de arte, diseño
- Steve Power - productor
- Iain Roberton - ingeniero asistente
- Andy Ross - ingeniero
- John Smith - productor, ingeniero
- Sean Spuehler - programación
- Stephen Street - productor, ingeniero
- Greg Williams - fotografía

## Posicionamiento en las listas

### Listas semanales
| Lista (2000)                    | Posición |
| ------------------------------- | -------- |
| Australian Albums Chart         | 23       |
| Austrian Albums Chart           | 25       |
| Belgian Albums Chart (Flanders) | 29       |
| Canadian Albums Chart           | 14       |
| Danish Albums Chart             | 29       |
| European Albums Chart           | 9        |
| French Albums Chart             | 8        |
| German Albums Chart             | 35       |
| Irish Albums Chart              | 3        |
| Japanese Albums Chart           | 20       |
| New Zealand Albums Chart        | 6        |
| Norwegian Albums Chart          | 13       |
| Swedish Albums Chart            | 22       |
| Swiss Albums Chart              | 31       |
| UK Albums Chart                 | 3        |
| US Billboard 200                | 186      |